# Wankelmut (DJ)
Wankelmut (* 7. Juli 1987; bürgerlicher Name Jacob Aaron Dilßner) ist ein deutscher House- und Techno-DJ sowie Musikproduzent.
„Früher einmal war das mein Lieblingswort der deutschen Sprache“, äußerte sich Wankelmut zur Wahl seines Künstlernamens. Zudem beschreibe das Wort seine Produktionen treffend als „wankelmütige Musik, abwechslungs- und facettenreich“.

## Leben
Wankelmut besuchte die Georg-Herwegh-Oberschule in Berlin. In seiner Jugend erlernte er das Klavierspiel. Etwa 2006 begann er Playlisten für private Partys zusammenzustellen, ehe er sich 2009 ein professionelles DJ-System von Native Instruments zulegte, mit dem er House und Techno auflegte. Als Einfluss nennt Wankelmut neben Âme, Kyson sowie Massive Attack, auch den Film Berlin Calling mit Paul Kalkbrenner. Wankelmut lebt in Berlin-Friedrichshain, wo er als DJ und Musikproduzent tätig ist und Philosophie studiert. Bei dem Studium handelt es sich nach eigener Aussage um ein „Interessenstudium“ ohne konkrete Karrierepläne. Privat hört er gerne Rockmusik.
Bei einer Reise in den USA hörte er den Akustik-Musiktitel Reckoning Song von Asaf Avidan & the Mojos, der ihn dazu inspirierte, den Musiktitel One Day zu produzieren. An dem Original gefiel ihm neben dem „Ohrwurmcharakter“ insbesondere die „Vielschichtigkeit“, dass der Titel mit einer „vergehenden Liebe abrechnet“, dabei aber „gleichzeitig sehr positiv verstanden werden kann“. Dieser wurde von ihm im Winter 2011 bei SoundCloud hochgeladen. Bereits im Januar 2012 erreichte der Titel bei SoundCloud und YouTube jeweils sechsstellige Aufrufzahlen. Im Sommer 2012 wurden bei YouTube bereits über 4 Millionen Aufrufe gezählt. Asaf Avidan erfuhr über Facebook davon, dass Wankelmut einen Remix seines Titels Reckoning Song erstellt hatte. Zunächst gefiel es Avidan nicht, seinen Song, den er aus einer bestimmten Gefühlslage heraus geschrieben hat, in einem neuen Kontext zu hören, der mit seinen ursprünglichen Gefühlen nichts gemein hatte, bekannte Avidan. Inzwischen habe er einen Lernprozess hinter sich, dass andere Künstler seine Kunst weiterentwickeln und zu ihrer Kunst machen können. So kann sich Avidan seit Mitte 2012 nicht nur gut mit dem Song anfreunden, sondern freut sich über den erfolgreichen Remix. Dieser habe letztlich auch zu einem Anschub seiner eigenen Karriere geführt. Asaf Avidan gab 2012 die Verwertungsrechte an seinem Musiktitel Reckoning Song für Wankelmut frei. Im selben Jahr wurde Wankelmut bei dem Musiklabel Four Music unter Vertrag genommen, bei dem One Day am 29. Juni 2012 erschien. Der Musiktitel konnte sich in den deutschen Singlecharts platzieren und stieg danach Woche für Woche, bis er nach acht Wochen Platz 2 erreichte, in Woche 9 stieg der Song auf Platz 1 der deutschen Charts und verdrängte Lykke Li. Dazu platzierte sich One Day auch in den österreichischen und Schweizer Single-Charts, wo er ebenfalls die Spitze der Charts erreichen konnte. Auch in Belgien, in den Niederlanden sowie in Italien führte der Titel 2012 die nationalen Single-Charts an. Im Musikjahr 2012 erreichte der Titel Platz 5 der Jahreshitparade. Nur Michel Teló konnte sich mit Ai Se Eu Te Pego! mit zehn Wochen länger auf dem ersten Platz der deutschen Single-Charts halten, als dies Wankelmut mit sieben Wochen gelang. In Griechenland und der Slowakei folgte der Spitzenplatz in den Charts im Jahr 2013. Der Titel erhielt bei der 1 Live Krone im Jahr 2012 in der Kategorie Beste Single eine Nominierung. Bei der Echoverleihung 2013 wurde Wankelmut mit One Day/Reckoning Song in der Kategorie Hit des Jahres (national oder international) nominiert. Bis April 2013 sind sich Wankelmut und Avidan persönlich nie begegnet.
Am 2. November 2012 veröffentlichte Wankelmut sein erstes DJ-Mix-Album Wankelmoods Vol. 1, das neben One Day/Reckoning Song 18 weitere Musiktitel enthält.
Beim Time Warp Festival trat Wankelmut am 6. April 2013 auf. Am darauffolgenden Tag veröffentlichte er mit dem Sänger John La Monica die Single Wasted So Much Time auf dem Label Poesie Musik. Am 12. Dezember 2014 publiziert Wankelmut einen weiteren Track: Oh Shit ist Teil der 20-Track-starken Compilation A Collection of Unreleased Pearls des Labels trndmsk.

## Diskografie
DJ-Mix
- 2012: Wankelmoods Vol. 1
- 2014: Wankelmoods Vol. 2
- 2018: Wankelmoods Vol. 3

EPs
- 2013: Wood & Wine
- 2015: Banana Split (mit Schlepp Geist)
- 2016: Sirens

Singles
- 2012: One Day/Reckoning Song
- 2013: My Head Is a Jungle (mit Emma Louise)
- 2014: Wasted So Much Time (feat. John LaMonica)
- 2014: Oh Shit
- 2017: Almost Mine (mit Charlotte OC)
- 2017: I Keep Calling (mit Björn Dixgård)
- 2018: Work of Art (mit Alexander Tidebrink)
- 2018: Show You (mit Anna Leyne)
- 2018: Thicker Than Water (mit EZEE)
- 2019: Here We Are
- 2020: Ayahuasca
- 2020: Give & Take (mit SVEA)
- 2020: Only You (feat. Paper Idol)
- 2020: Can’t Force Love

Remixe
- 2019: Rilan & the Bombardiers – Walking on Fire

## Auszeichnungen
- 2012: Nominierung bei der 1 Live Krone in der Kategorie Beste Single
- 2013: Nominierung beim Echo in der Kategorie Hit des Jahres (national oder international)